# Serra del Corb (Sant Feliu de Pallerols)
La Serra del Corb és una serra situada al municipi de Sant Feliu de Pallerols a la comarca de la Garrotxa, amb una elevació màxima de 933 metres.